# Сорока мавританська
Сорока мавританська (Pica mauritanica) — вид горобцеподібних птахів родини воронових (Corvidae). Поширений в Північній Африці.

## Поширення
Вид поширений у Марокко, на півночі Алжиру та у Тунісі. Трапляється до рівня моря до 2300 м над рівнем моря. Населяє антропогенні середовища, ліси, луки, кам'янисті ділянки, чагарники.

## Опис
Тіло близько 48 см завдовжки. Одна обстежена самиця важила 180 г. Вид дуже схожий на звичайну сороку, за винятком незначних деталей, головною відмінністю є блакитна гола шкіра за оком, схожа на сльозу. Птах також має вужчий білий живіт, коротші крила та довший хвіст.

## Спосіб життя
Сезон розмноження недостатньо задокументований, будівництво гнізда починається вже в грудні-січні. Гніздо має вигляд куполоподібної конструкції з колючих паличок і гілок з боковим входом, вистеленої м'якими волокнами і шерстю тварин. Розміщене високо на дереві або високому кущі. У кладці зазвичай 4-6 яєць. У Тунісі відкладання яєць відбувається з середини березня до середини квітня.
Це всеїдний вид. Його раціон складається з безхребетних (наприклад, жуків), ящірок, жаб, дрібних ссавців, яєць і пташенят інших птахів, а також падла. Він також харчується фруктами та насінням, а також охоче поїдає харчові відходи.